# Centaurea kandavanensis
Centaurea kandavanensis — вид квіткових рослин айстрових (Asteraceae). Ендемік Ірану.